# 求求你…
「求求你…」（お願いだから…）是日本的女子偶像歌手真野惠里菜的第7张单曲。2010年5月12日由hachama发售。

## 概要
- 此單曲有3個版本，分別有「初回生産限定盤A」、「初回生産限定盤B」和「CD ONLY」。「初回生産限定盤A」收錄了「求求你…」的PV。
- 在5月24日於公信榜单曲週排行榜取得第10位。

## 收錄内容

### CD（初回生産限定盤A、初回生産限定盤B、CD ONLY）
1. 求求你…
（作詞：三浦徳子 作曲：経塚泰誠 編曲：河合英嗣）
2. 花語（花言葉）
（作詞：三浦徳子 作曲：経塚泰誠 編曲：鈴木俊介）
3. 求求你…(Instrumental)

### DVD（初回生産限定盤A）
1. 求求你…（Dance Shot Ver.）